# Rapiditas (Rotterdam)
Rapiditas was een Rotterdamse voetbalvereniging die bestond van 10 mei 1887 tot 30 juni 1906. De clubkleuren waren tot het seizoen 1901/02 groen en zwart, daarna werd het paars-wit. In die vroege jaren van het Nederlandse voetbal speelde de club met een onderbreking in 1899/00 van 1894 tot 1905 in de eerste klasse van het district west van de NVB. De club speelde echter meestal geen rol van betekenis in de competitie en een teleurstellende twaalfde en laatste plaats in 1905 betekende vrijwel het einde van een van de op dat moment oudste voetbalverenigingen van Nederland. Een einde dat een jaar later inderdaad kwam. 